# Echenais
Echenais är ett släkte av fjärilar. Echenais ingår i familjen Riodinidae.

## Bildgalleri

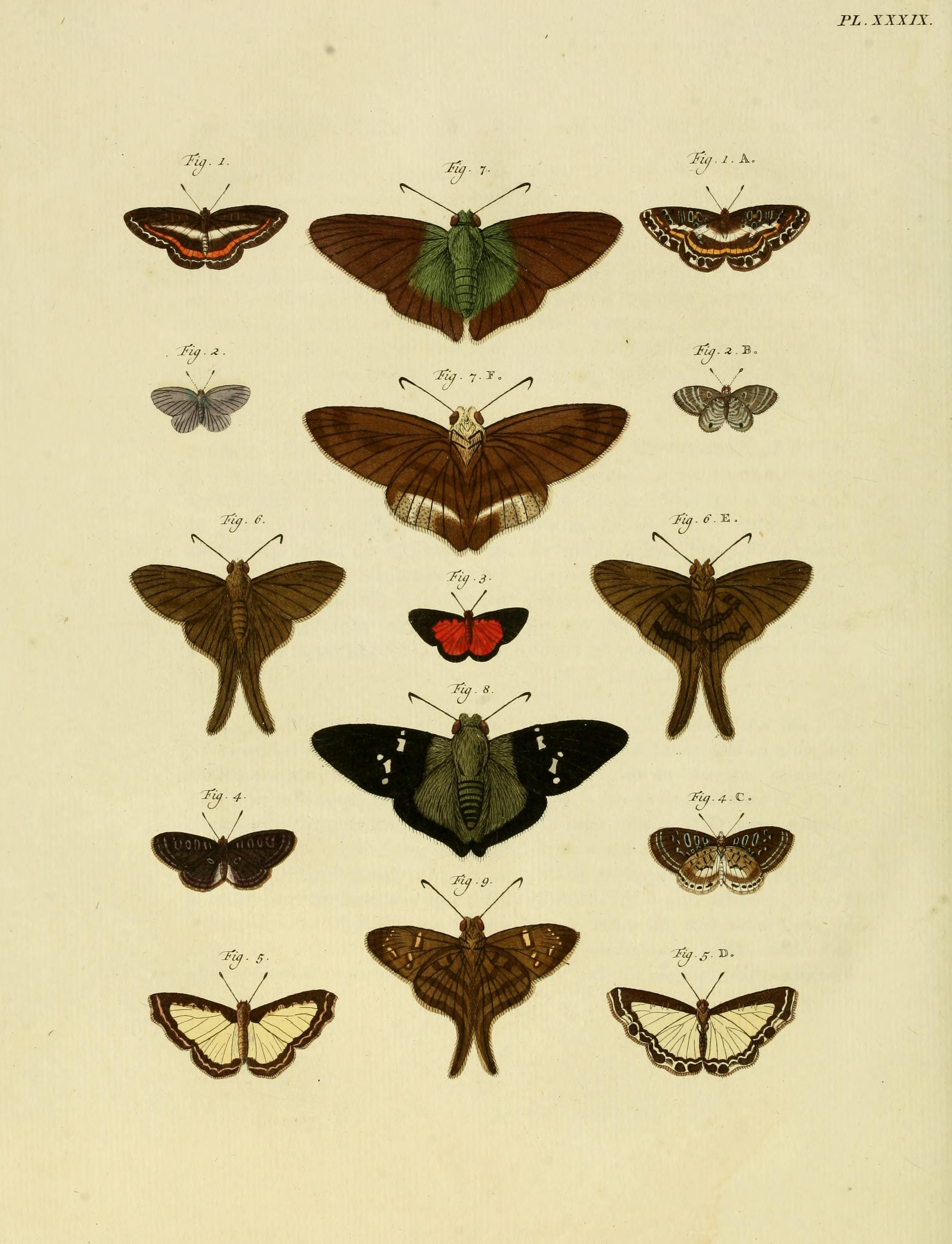

## Dottertaxa tillEchenais, i alfabetisk ordning[1]
- Echenais alector
- Echenais alphaea
- Echenais amasis
- Echenais aminias
- Echenais annulifera
- Echenais ansemma
- Echenais argiella
- Echenais aristus
- Echenais asemna
- Echenais auseris
- Echenais balista
- Echenais bolena
- Echenais borsippa
- Echenais borsippina
- Echenais charessa
- Echenais comparata
- Echenais cretata
- Echenais curulis
- Echenais debilis
- Echenais densemaculata
- Echenais echion
- Echenais elpinice
- Echenais epixanthe
- Echenais eudocia
- Echenais felicis
- Echenais glauca
- Echenais glaucobrithis
- Echenais hemileuca
- Echenais hübneri
- Echenais lampros
- Echenais lemonias
- Echenais leucocyana
- Echenais leucophaea
- Echenais luteonaevia
- Echenais malca
- Echenais mellita
- Echenais meridionalis
- Echenais micator
- Echenais mollis
- Echenais monina
- Echenais nilios
- Echenais nitelina
- Echenais ochracea
- Echenais pauxilla
- Echenais penthea
- Echenais penthides
- Echenais petronia
- Echenais pulcherrima
- Echenais quinquemaculata
- Echenais sejuncta
- Echenais senta
- Echenais sordida
- Echenais striata
- Echenais telephus
- Echenais timandra
- Echenais tinea
- Echenais torquata
- Echenais trinitatis
- Echenais violacea
- Echenais virgo
- Echenais xanthobrunnea
- Echenais zerna